# Polkenberg
Polkenberg ist ein Ortsteil der Stadt Leisnig im Landkreis Mittelsachsen.

## Geschichte
1046 wird der Burgward Bolechina genannt. Seine Lage wird auf dem Kapellenberg südlich von Korpitzsch vermutet.
1215 gehörte die capella in polech zur Parochie Leisnig und gelangte damit an das Kloster Buch.
1231 wurden von Ks. Friedrich II. dem Kloster Buch Güter bestätigt, u. a. in Bylsin, gelegen bei Polkenberg (prope Polex), die Heinrich von Kohren von den Reichsministerialen von Polkenberg gekauft und dem Kloster übertragen hatte. 1233 wurden die Brüder de Polec als tutores bei der Gründung von Kloster Geringswalde genannt. 1236 war Heinricus de Poleke Zeuge für die Herren von Gnandstein. 1245 erfolgte eine weitere Güterbestätigung für das Kloster Buch durch Ks. Friedrich II., darunter die Dörfer Langenau, Gersdorf und Kieselbach, erworben von Heinricus de Poleche. Heinrich von Polkenberg ist weiter bis 1254 als Zeuge nachweisbar, Friedrich von Polkenberg bis 1276 (Besitzer des castrum, also der Burg in Frankenhausen).
1378 hatte die Mühle in Paleg jährlich 10 Groschen an das castrum Leisnig zu liefern.
Polkenberg entwickelte sich zum amtssässigen Rittergut. 1548 nennt das Amtserbbuch von Leisnig zu Polkenberg „2 besessene Mann, die sind alle dem Balthasar von Arras lehen- und zinsbar“ mit 1 Hufe. Das Obergericht gehörte ins Amt Leisnig, das Erbgericht an die Grundherrschaft. Bis 1747 war Hans Dietrich von Bock im Besitz des Rittergutes, auf den die Häuslersiedlung Bocksdorf zurückgeht, die namengebend für die Gemeinde und 1921 in Polkenberg umbenannt wurde.
Der Ort war stets nach Altleisnig gepfarrt.
1921 wurde die Landgemeinde Bocksdorf in Polkenberg umbenannt. Am 1. Juli 1950 wurden Görnitz und Korpitzsch eingemeindet, 1973 Polditz. 1999 wurde er nach Bockelwitz eingemeindet, 2012 ging er mit diesem nach Leisnig.
1990 hatte der Ort 1155 Einwohner.